# Cyathus limbatus
Cyathus limbatus är en svampart som beskrevs av Tul. & C. Tul. 1844. Cyathus limbatus ingår i släktet Cyathus och familjen Agaricaceae.   Inga underarter finns listade i Catalogue of Life.